# Кесемское сельское поселение
Кесемское сельское поселение (карел. Kečemin kyläkunda) — упразднённое муниципальное образование в составе Весьегонского района Тверской области России.
Административный центр — село Кесьма.
Образовано в 2005 году, включило в себя территории Кесемского, Овинищенского и Тимошкинского сельских округов.
Упразднено 31 мая 2019 года путём объединения всех поселений муниципального района в Весьегонский муниципальный округ.

## Географические данные
- Общая площадь: 344,3 км²
- Нахождение: южная часть Весьегонского района
  - Граничит:
    - на севере — с Любегощинским СП, Ивановским СП и Пронинским СП
    - на востоке — с Краснохолмским районом, Мартыновское сельское поселение и Лихачёвское сельское поселение
    - на юге — с Молоковским районом, Делединское СП
    - на западе — с Сандовским районом, Топоровское СП

По территории поселения протекает река Кесьма. Поселение пересекает шоссе Тверь-Весьегонск, проходит железная дорога Сонково — Кабожа (от станции Овинище II — ветка на Весьегонск).

## Население
| 2010  | 2011  | 2012  | 2013  | 2014  | 2015  | 2016  |
| ----- | ----- | ----- | ----- | ----- | ----- | ----- |
| 1420  | ↘1411 | ↘1355 | ↘1287 | ↘1241 | ↘1209 | ↘1162 |
| 2017  | 2018  | 2019  |       |       |       |       |
| ↘1149 | ↘1123 | ↘1101 |       |       |       |       |

Национальный состав: русские и карелы.

## Населенные пункты
На территории поселения находились 58 населённых пунктов.
На территории поселения находились следующие населённые пункты:
| Тип нп | Название                        | Население (2008 год) |
| ------ | ------------------------------- | -------------------- |
| село   | Кесьма                          | 585                  |
| дер.   | Алексино                        | 45                   |
| дер.   | Большое Фоминское               | 62                   |
| дер.   | Борихино                        | 22                   |
| дер.   | Ванево                          | 0                    |
| дер.   | Губачево                        | 54                   |
| дер.   | Ильинское                       | 6                    |
| дер.   | Коровкино                       | 1                    |
| дер.   | Лакутино                        | 0                    |
| дер.   | Лобнево                         | 9                    |
| дер.   | Лобозники                       | 2                    |
| дер.   | Миньево                         | 6                    |
| дер.   | Можайка                         | 27                   |
| дер.   | Неверово                        | 19                   |
| дер.   | Остолопово                      | 70                   |
| дер.   | Пашково                         | 40                   |
| дер.   | Попадьино                       | 0                    |
| дер.   | Противье                        | 4                    |
| дер.   | Раменье                         | 9                    |
| дер.   | Старое                          | 11                   |
| дер.   | Тарачево                        | 9                    |
| дер.   | Холм                            | 7                    |
| н.п.   | Отдельный Дом Электроподстанции | 1                    |
| дер.   | Тимошкино                       | 144                  |
| дер.   | Абросимово                      | 0                    |
| дер.   | Большое Мякишево                | 5                    |
| дер.   | Веснино                         | 2                    |
| дер.   | Вяльцево                        | 10                   |
| дер.   | Доманово                        | 11                   |
| дер.   | Ильницы                         | 3                    |
| дер.   | Корнягово                       | 2                    |
| дер.   | Крутцы                          | 5                    |
| дер.   | Кулаково                        | 0                    |
| дер.   | Кулиберово                      | 3                    |
| дер.   | Малая Каменка                   | 1                    |
| дер.   | Мелюхино                        | 1                    |
| дер.   | Мякишево                        | 7                    |
| дер.   | Новое Шилково                   | 9                    |
| дер.   | Овинище 1-е                     | 1                    |
| дер.   | Петряйка                        | 4                    |
| дер.   | Плоское                         | 25                   |
| дер.   | Поповка                         | 4                    |
| дер.   | Пятницкое                       | 30                   |
| дер.   | Сельца                          | 4                    |
| дер.   | Старое Шилково                  | 1                    |
| дер.   | Щетка                           | 1                    |
| дер.   | Яснево                          | 0                    |
| пос.   | Овинищи                         | 134                  |
| дер.   | Алёшино                         | 24                   |
| дер.   | Иван-Гора                       | 67                   |
| дер.   | Мартыниха                       | 7                    |
| дер.   | Петелево                        | 0                    |
| дер.   | Попадино                        | 32                   |
| дер.   | Софрониха                       | 13                   |
| дер.   | Терпигора                       | 8                    |
| дер.   | Чернягино                       | 3                    |
| дер.   | Чухарево                        | 27                   |
| дер.   | Якушино                         | 2                    |

### Бывшие населенные пункты
На территории поселения исчезли деревни Данилково, Житниково, Лушниково, Новинка, Перемут, Поповка, Сапелово, Селезнево, Чепурка и другие.

## История
В XI—XV вв. территория поселения входила в состав Новгородской земли.
В XV веке присоединена к Великому княжеству Московскому.
С образованием в 1796 году Тверской губернии территория поселения входила в Весьегонский уезд. После образования в 1935 году Калининской области в её составе был образован Овинищенский район (центр — село Кесьма), который просуществовал до 1956 года. С этого времени территория поселения входит в Весьегонский район.

## Экономика
На территории села размещается колхоз «Новая жизнь».
В течение нескольких десятков лет передовое хозяйство не только района, но и области. Неоднократно становилось победителем социалистического соревнования и награждалось переходящим Красным Знаменем, Почётными грамотами, ценными подарками. За успех в развитии сельскохозяйственного производства многие из тружеников колхоза были удостоены высоких правительственных наград.
В 1990 году в хозяйстве трудилось 287 человек. Площадь сельхозугодий — 4238 га, поголовье крупного рогатого скота — 2448, свиней — 33, овец — 170. Среднегодовая урожайность сельскохозяйственных культур в 1986—1990 года составляла: зерновых — 19,7 ц/га; картофеля — 108,4 ц/га; льноволокна — 1,0 ц/га. Надой на одну корову — 2471 кг.
Несмотря на высокий ссудный процент превышающий рост производительности труда, отсутствия в достаточном количестве оборотный средств, разрушенную внутриотраслевую и межотраслевую кооперацию (см. кооперация) на 2009 год в колхозе имелось 1309 голов крупного рогатого скота, 593 коровы, 23 головы свиней, 11 лошадей, всего посевов — 2476 га, чистые пары — 174 га, 840 га — зерновых, трудятся 140 работников.